# Golden Gala 2019
Navigation
Édition précédente Édition suivante
La meeting Golden Gala 2019 se déroule le 6 juin 2019 au Stade olympique de Rome, en Italie. Il s'agit de la quatrième étape de la Ligue de diamant 2019.

## Résultats

### Hommes
| Rang | Athlète                  | Temps                | Points |
| ---- | ------------------------ | -------------------- | ------ |
| 1    | Michael Norman           | 19 s 70 (WL, MR, PB) | 8      |
| 2    | Noah Lyles               | 19 s 72 (SB)         | 7      |
| 3    | Álex Quiñónez            | 20 s 17 (SB)         | 6      |
| 4    | Ramil Guliyev            | 20 s 35              | 5      |
| 5    | Filippo Tortu            | 20 s 36 (SB)         | 4      |
| 6    | Jereem Richards          | 20 s 52              | 3      |
| 7    | Bernardo Baloyes         | 20 s 59              | 2      |
| 8    | Nethaneel Mitchell-Blake | 20 s 68              | 1      |

| Rang | Athlète            | Temps              | Points |
| ---- | ------------------ | ------------------ | ------ |
| 1    | Donavan Brazier    | 1 min 43 s 63 (WL) | 8      |
| 2    | Nijel Amos         | 1 min 43 s 65 (SB) | 7      |
| 3    | Brandon McBride    | 1 min 43 s 90 (SB) | 6      |
| 4    | Ferguson Rotich    | 1 min 44 s 11 (SB) | 5      |
| 5    | Clayton Murphy     | 1 min 44 s 49 (SB) | 4      |
| 6    | Wyclife Kinyamal   | 1 min 44 s 65 (SB) | 3      |
| 7    | Adam Kszczot       | 1 min 44 s 74 (SB) | 2      |
| 8    | Marcin Lewandowski | 1 min 45 s 32 (SB) | 1      |

| Rang | Athlète              | Temps                   | Points |
| ---- | -------------------- | ----------------------- | ------ |
| 1    | Telahun Haile Bekele | 12 min 52 s 98 (WL, PB) | 8      |
| 2    | Selemon Barega       | 12 min 53 s 04 (PB)     | 7      |
| 3    | Hagos Gebrhiwet      | 12 min 54 s 92 (SB)     | 6      |
| 4    | Birhanu Balew        | 12 min 56 s 26 (PB)     | 5      |
| 5    | Abadi Hadis          | 12 min 56 s 48 (SB)     | 4      |
| 6    | Mohammed Ahmed       | 12 min 58 s 16 (PB)     | 3      |
| 7    | Edward Zakayo        | 13 min 03 s 19 (PB)     | 2      |
| 8    | Andrew Butchart      | 13 min 09 s 33 (SB)     | 1      |

| Rang | Athlète             | Temps        | Points |
| ---- | ------------------- | ------------ | ------ |
| 1    | Sergueï Choubenkov  | 13 s 26 (SB) | 8      |
| 2    | Andrew Pozzi        | 13 s 29 (SB) | 7      |
| 3    | Antonio Alkana      | 13 s 30 (SB) | 6      |
| 4    | Gabriel Constantino | 13 s 50      | 5      |
| 5    | Milan Trajkovic     | 13 s 50      | 4      |
| 6    | Aurel Manga         | 13 s 51 (SB) | 3      |
| 7    | Lorenzo Perini      | 13 s 58 (SB) | 2      |

| Rang | Athlète            | Temps        | Points |
| ---- | ------------------ | ------------ | ------ |
| 1    | Bohdan Bondarenko  | 2,31 m (=WL) | 8      |
| 2    | Majd Eddine Ghazal | 2,28 m       | 7      |
| 3    | Maksim Nedasekau   | 2,28 m       | 6      |
| 4    | Gianmarco Tamberi  | 2,28 m (SB)  | 5      |
| 5    | Ilya Ivanyuk       | 2,28 m (=SB) | 4      |
| 6    | Brandon Starc      | 2,22 m       | 3      |
| 7    | Andriy Protsenko   | 2,22 m (SB)  | 2      |
| 8    | Mateusz Przybylko  | 2,19 m       | 1      |

| Rang | Athlète              | Marque       | Points |
| ---- | -------------------- | ------------ | ------ |
| 1    | Omar Craddock        | 17,50 m      | 8      |
| 2    | Pedro Pablo Pichardo | 17,47 m (SB) | 7      |
| 3    | Donald Scott         | 17,43 m (PB) | 6      |
| 4    | Hugues Fabrice Zango | 17,30 m (PB) | 5      |
| 5    | Nazim Babayev        | 17,06 m (SB) | 4      |
| 6    | Andy Díaz            | 17,00 m      | 3      |
| 7    | Chris Benard         | 16,88 m      | 3      |
| 8    | Alexis Copello       | 16,74 m (SB) | 1      |

| Rang | Athlète               | Temps            | Points |
| ---- | --------------------- | ---------------- | ------ |
| 1    | Konrad Bukowiecki     | 21,97 m (MR, PB) | 8      |
| 2    | Darrell Hill          | 21,71 m          | 7      |
| 3    | Darlan Romani         | 21,68 m          | 6      |
| 4    | Joe Kovacs            | 21,46 m (SB)     | 5      |
| 5    | Michał Haratyk        | 21,26 m          | 4      |
| 6    | O'Dayne Richards      | 20,93 m (SB)     | 3      |
| 7    | Tim Nedow             | 20,57 m          | 2      |
| 8    | Chukwuebuka Enekwechi | 20,54 m          | 1      |

### Femmes
| Rang | Athlète                 | Temps        | Points |
| ---- | ----------------------- | ------------ | ------ |
| 1    | Elaine Thompson         | 10 s 89 (WL) | 8      |
| 2    | Dina Asher-Smith        | 10 s 94      | 7      |
| 3    | Aleia Hobbs             | 11 s 12      | 6      |
| 4    | Marie-Josée Ta Lou      | 11 s 14 (SB) | 5      |
| 5    | Jenna Prandini          | 11 s 17      | 4      |
| 6    | Vitória Cristina Rosa   | 11 s 22      | 3      |
| 7    | Shania Collins          | 11 s 34 (SB) | 2      |
| 8    | Ángela Gabriela Tenorio | 11 s 38      | 1      |

| Rang | Athlète                 | Temps         | Points |
| ---- | ----------------------- | ------------- | ------ |
| 1    | Salwa Eid Naser         | 50 s 26 (SB)  | 8      |
| 2    | Shericka Jackson        | 51 s 05       | 7      |
| 3    | Stephenie Ann McPherson | 51 s 39 (=SB) | 6      |
| 4    | Jessica Beard           | 51 s 55       | 5      |
| 5    | Justyna Święty-Ersetic  | 52 s 04       | 4      |
| 6    | Kendall Ellis           | 52 s 09       | 3      |
| 7    | Lisanne de Witte        | 52 s 17       | 2      |
| 8    | Courtney Okolo          | 52 s 17 (SB)  | 1      |

| Rang | Athlète                  | Temps              | Points |
| ---- | ------------------------ | ------------------ | ------ |
| 1    | Genzebe Dibaba           | 3 min 56 s 28 (WL) | 8      |
| 2    | Laura Muir               | 3 min 56 s 73 (SB) | 7      |
| 3    | Gudaf Tsegay             | 3 min 59 s 96      | 6      |
| 4    | Jennifer Simpson         | 4 min 01 s 18 (SB) | 5      |
| 5    | Gabriela Debues-Stafford | 4 min 01 s 28 (PB) | 4      |
| 6    | Eilish McColgan          | 4 min 02 s 29 (SB) | 3      |
| 7    | Elinor Purrier           | 4 min 02 s 34 (PB) | 2      |
| 8    | Axumawit Embaye          | 4 min 02 s 65      | 1      |

| Rang | Athlète           | Temps        | Points |
| ---- | ----------------- | ------------ | ------ |
| 1    | Dalilah Muhammad  | 53 s 67      | 8      |
| 2    | Shamier Little    | 54 s 40 (SB) | 7      |
| 3    | Zuzana Hejnová    | 54 s 82 (SB) | 6      |
| 4    | Kori Carter       | 55 s 09 (SB) | 5      |
| 5    | Janieve Russell   | 55 s 42      | 4      |
| 6    | Hanna Ryzhykova   | 55 s 64      | 3      |
| 7    | Sage Watson       | 55 s 71 (SB) | 2      |
| 8    | Ayomide Folorunso | 55 s 99      | 1      |

| Rang | Athlète            | Temps        | Points |
| ---- | ------------------ | ------------ | ------ |
| 1    | Mariya Lasitskene  | 2,01 m (WL)  | 8      |
| 2    | Erika Kinsey       | 1,96 m (=SB) | 7      |
| 3    | Mirela Demireva    | 1,94 m (SB)  | 6      |
| 4    | Karyna Taranda     | 1,94 m       | 5      |
| 5    | Iryna Gerashchenko | 1,94 m       | 4      |
| 6    | Yuliya Levchenko   | 1, 94 m (SB) | 3      |
| 7    | Tonje Angelsen     | 1,88 m       | 2      |
| 8    | Morgan Lake        | 1,85 m       | 1      |

| Rang | Athlète               | Marque          | Points |
| ---- | --------------------- | --------------- | ------ |
| 1    | Angelica Bengtsson    | 4,76 m (NR, PB) | 8      |
| 2    | Sandi Morris          | 4,66 m          | 7      |
| 3    | Robeilys Peinado      | 4,66 m (SB)     | 6      |
| 4    | Yarisley Silva        | 4,66 m (SB)     | 5      |
| 5    | Katie Nageotte        | 4,66 m          | 4      |
| 6    | Ekateríni Stefanídi   | 4,66 m          | 3      |
| 7    | Ninon Guillon-Romarin | 4,56 m (SB)     | 3      |
| 8    | Anzhelika Sidorova    | 4,56 m (SB)     | 1      |

| Rang | Athlète                     | Temps           | Points |
| ---- | --------------------------- | --------------- | ------ |
| 1    | Malaika Mihambo             | 7,07 m (WL, PB) | 8      |
| 2    | Caterine Ibargüen           | 6,87 m (SB)     | 7      |
| 3    | Brittney Reese              | 6,76 m (SB)     | 6      |
| 4    | Yelena Sokolova             | 6,68 m (SB)     | 5      |
| 5    | Maryna Bekh-Romanchuk       | 6,64 m          | 4      |
| 6    | Ivana Španović              | 6,62 m          | 3      |
| 7    | Nastassia Mironchyk-Ivanova | 6,59 m (SB)     | 2      |
| 8    | Éloyse Lesueur-Aymonin      | 6,39 m (SB)     | 1      |

## Légende
Records et Performances
- AR : Record continental (area record)
- CR : Record des championnats (championship record)
- MR : Record du meeting (meet record)
- NR : Record national (national record)
- OR : Record olympique (olympic record)
- PR : Record paralympique (paralympic record)
- PB : Record personnel (personal best)
- SB : Meilleure performance personnelle de la saison (season's best)
- WL : Meilleure performance mondiale de l'année (world leader)
- WJR : Record du monde junior (world junior record)
- WR : Record du monde (world record)

Circonstances et Conditions
- DNF : N'a pas terminé (did not finish)
- DNS : N'a pas pris le départ (did not start)
- DQ : Disqualification (disqualification)
- NM : Aucun essai valable enregistré (No Mark)
- Q : Qualifié « directement » au prochain tour (ou à la prochaine compétition), lors d'une compétition majeure, grâce au classement ou à la réalisation des minima (automatic qualifier)
- q : Qualifié au prochain tour (ou à la prochaine compétition), lors d'une compétition majeure, grâce au repêchage ou à la réalisation de l'une des meilleures performances parmi celles des « non qualifiés directement » (grâce au meilleur temps ou à la meilleure distance par exemple) (secondary qualifier)